# Killing is My Bussines Tour
Killing For A Living fue un tour realizado por la banda de thrash metal Megadeth desde el 11 de enero de 1985 hasta el 31 de diciembre de 1985.
Fue la primera gira de Megadeth para promocionar su álbum de debut Killing Is My Business... And Business Is Good! la gira con un total de 51 conciertos en todo los Estados Unidos la formación que realizó dicho tour estuvo conformada por el líder Dave Mustaine (Guitarra y Voz), David Ellefson (Bajo), Chris Poland (Guitarra) y Gar Samuelson (Batería). Aunque con el paso de las fechas el guitarrista Poland abandono al grupo siendo remplazado por Mike Albert con quien finalizaron el tour en diciembre de 1985.

## Fechas
| Fecha                    | Ciudad                    | País           | Lugar                          |
| Norteamérica             | Norteamérica              | Norteamérica   | Norteamérica                   |
| ------------------------ | ------------------------- | -------------- | ------------------------------ |
| 11 de enero de 1985      | Cleveland, Ohio           | Estados Unidos | State Theater                  |
| 3 de marzo de 1985       | San Luis, Misuri          | Estados Unidos | Unknown Venue                  |
| 8 de marzo de 1985       | Seattle, Washington       | Estados Unidos | Mountaineers Club              |
| 24 de mayo de 1985       | Reseda, California        | Estados Unidos | Country Club                   |
| 31 de mayo de 1985       | San Francisco, California | Estados Unidos | Kabuki Theater                 |
| 25 de junio de 1985      | Baltimore, Maryland       | Estados Unidos | Seagull Inn                    |
| 26 de junio de 1985      | Baltimore,Maryland        | Estados Unidos | Hammerjacks                    |
| 27 de junio de 1985      | Spring Valley, New York   | Estados Unidos | Club Manhattan                 |
| 28 de junio de 1985      | Detroit, Míchigan         | Estados Unidos | Harpo's                        |
| 29 de junio de 1985      | Cleveland, Ohio           | Estados Unidos | Vault Theater                  |
| 30 de junio de 1985      | Chicago, Illinois         | Estados Unidos | Metro                          |
| 1 de julio de 1985       | Detroit, Míchigan         | Estados Unidos | Blondies                       |
| 2 de julio de 1985       | Indianapolis, Indiana     | Estados Unidos | Unknown Venue                  |
| 3 de julio de 1985       | San Luis, Misuri          | Estados Unidos | The Manor                      |
| 5 de julio de 1985       | Kansas City, Kansas       | Estados Unidos | Unknown Venue                  |
| 6 de julio de 1985       | Lawrence, Massachusetts   | Estados Unidos | Unknown Venue                  |
| 7 de julio de 1985       | Denver, Colorado          | Estados Unidos | Rainbow Music Hall             |
| 9 de julio de 1985       | Oklahoma City, Oklahoma   | Estados Unidos | Unknown Venue                  |
| 10 de julio de 1985      | Dallas, Texas             | Estados Unidos | The Ritz                       |
| 11 de julio de 1985      | Austin, Texas             | Estados Unidos | Backroom                       |
| 13 de julio de 1985      | Baton Rouge, Luisiana     | Estados Unidos | Unknown Venue                  |
| 14 de julio de 1985      | Houston, Texas            | Estados Unidos | Cardi's                        |
| 15 de julio de 1985      | Corpus Christi, Texas     | Estados Unidos | Unknown Venue                  |
| 16 de julio de 1985      | Laredo, Texas             | Estados Unidos | Unknown Venue                  |
| 17 de julio de 1985      | San Antonio, Texas        | Estados Unidos | Unknown Venue                  |
| 18 de julio de 1985      | Odessa, Texas             | Estados Unidos | Unknown Venue                  |
| 19 de julio de 1985      | El Paso, Texas            | Estados Unidos | The Big Apple                  |
| 21 de julio de 1985      | Albuquerque, Nuevo México | Estados Unidos | Unknown Venue                  |
| 22 de julio de 1985      | Phoenix, Arizona          | Estados Unidos | Unknown Venue                  |
| 23 de julio de 1985      | Las Vegas, Nevada         | Estados Unidos | Unknown Venue                  |
| 24 de julio de 1985      | San Francisco, California | Estados Unidos | The Stone                      |
| 26 de julio de 1985      | Long Beach, California    | Estados Unidos | Fender's Ballroom              |
| 27 de julio de 1985      | San Francisco, California | Estados Unidos | The Stone                      |
| 28 de julio de 1985      | San Diego, California     | Estados Unidos | Palisades Roller Rink          |
| 29 de julio de 1985      | Sacramento, California    | Estados Unidos | Crest Theatre                  |
| 30 de julio de 1985      | Salt Lake City, Utah      | Estados Unidos | Unknown Venue                  |
| 31 de julio de 1985      | Butte, Montana            | Estados Unidos | Unknown Venue                  |
| 2 de agosto de 1985      | Portland, Oregón          | Estados Unidos | Pine Street Theatre            |
| 3 de agosto de 1985      | Seattle, Washington       | Estados Unidos | Mountaineers Club              |
| 13 de agosto de 1985     | Los Ángeles, California   | Estados Unidos | Music Machine                  |
| 17 de agosto de 1985     | Montreal, Quebec          | Canadá         | Palladium                      |
| 19 de agosto de 1985     | Reseda, California        | Estados Unidos | Country Club                   |
| 27 de septiembre de 1985 | New York, New York        | Estados Unidos | The Ritz                       |
| 28 de septiembre de 1985 | Brooklyn, New York        | Estados Unidos | L'Amour                        |
| 29 de septiembre de 1985 | Trenton, New Jersey       | Estados Unidos | City Gardens                   |
| 24 de noviembre de 1985  | Santa Clara, California   | Estados Unidos | One Step Beyond                |
| 27 de noviembre de 1985  | Santa Monica, California  | Estados Unidos | Santa Monica Civic Auditorium  |
| 29 de noviembre de 1985  | San Diego, California     | Estados Unidos | California Theatre             |
| 13 de diciembre de 1985  | Brooklyn, New York        | Estados Unidos | L'Amour                        |
| 22 de diciembre de 1985  | Sacramento, California    | Estados Unidos | The Oasis                      |
| 31 de diciembre de 1985  | San Francisco, California | Estados Unidos | San Francisco Civic Auditorium |

## Setlist
1. Last Rites,Loved To Deth (de Killing Is My Business...And Business Is Good!, 1985)
2. Killing Is My Business...And Business Is Good! (de Killing Is My Business...And Business Is Good!, 1985)
3. The Skull Beneath The Skin (de Killing Is My Business...And Business Is Good!, 1985)
4. Rattlehead (de Killing Is My Business...And Business Is Good!, 1985)
5. Chosen Ones (de Killing Is My Business...And Business Is Good!, 1985)
6. Looking Down The Cross (de Killing Is My Business...And Business Is Good!, 1985)
7. The Mechanix (de Killing Is My Business...And Business Is Good!, 1985)
8. Bad Omen (de Peace Sells...But Who's Buying', 1985)
9. My Last Words (de Peace Sells...But Who's Buying', 1985)
10. These Boots Are Made for Walkin' (Lee Hazlewood Cover)

- Datos: Q30916281